# Fast Food Nation
Fast Food Nation és una pel·lícula de 2006 dirigida per Richard Linklater basada en el llibre homònim d'Eric Schlosser; va ser filmada a Mèxic i als Estats Units. Igual com el llibre (titulat: Fast Food Nation) la pel·lícula planteja una mirada crítica a la influència mundial de la indústria nord-americana dels menjars ràpids.
La pel·lícula va ser estrenada oficialment en l'edició número 59 del Festival de Cinema de Cannes on es va generar una trobada entre l'equip del film i la premsa internacional. En el projecte participen entre d'altres els actors Greg Kinnear, Catalina Sandino Moreno, Ethan Hawke, Patricia Arquette, Kris Kristofferson, Bruce Willis i Avril Lavigne.

## Argument
Aquesta producció està inspirada al llibre homònim d'Eric Schlosser, que va ser un best seller als Estats Units: Don Henderson, executiu d'una important cadena de restaurants de menjar ràpid de Califòrnia, ha de resoldre un greu problema: esbrinar com i per què la carn de les hamburgueses més famoses de l'empresa està contaminada. Abandona llavors el seu còmode despatx per endinsar-se al món dels escorxadors. Adaptació del llibre d'Eric Schlosser, que va ser entre els best-sellers de les llistes del New York Times.

## Premis i nominacions

### Nominacions
- 2006. Palma d'Or